# Verfassungsreferendum in Gambia 1996
| Stimmenverteilung |
| ----------------- |
|                   |

Das Constitutional Referendum 1996 in Gambia fand am 8. August 1996 statt. Einer Schätzung zufolge hatte Gambia 1996 eine Bevölkerung von 1.192.548 Einwohnern.
Zwei Jahre nach dem Militärputsch von 1994 war dies die Abstimmung über die neue Verfassung und Grundlage der demokratischen Präsidentschaftswahl in Gambia im selben Jahr. Hauptthemen der Änderung waren unter anderem die parlamentarische Republik, Stärkung der Divisionen und die Herabsenkung des Mindestalters für Wahlen von zuvor 21 auf 18 Jahre.
Von den rund 447.000 zuvor registrierten Wählern wurden 383.937 Stimmen abgegeben, damit lag die Höhe der Wahlbeteiligung bei 85,9 Prozent. 70,37 Prozent hatten sich für die neue Verfassung ausgesprochen, womit diese in Kraft treten konnte.

## Tabelle
Folgendes Wahlergebnis wurde veröffentlicht:
| Prozent | Stimmen | Entscheidung       |
| ------- | ------- | ------------------ |
| 70,37 % | 270.193 | „Yes“ – Zustimmung |
| 29,63 % | 113.744 | „No“ – Ablehnung   |